# Potez

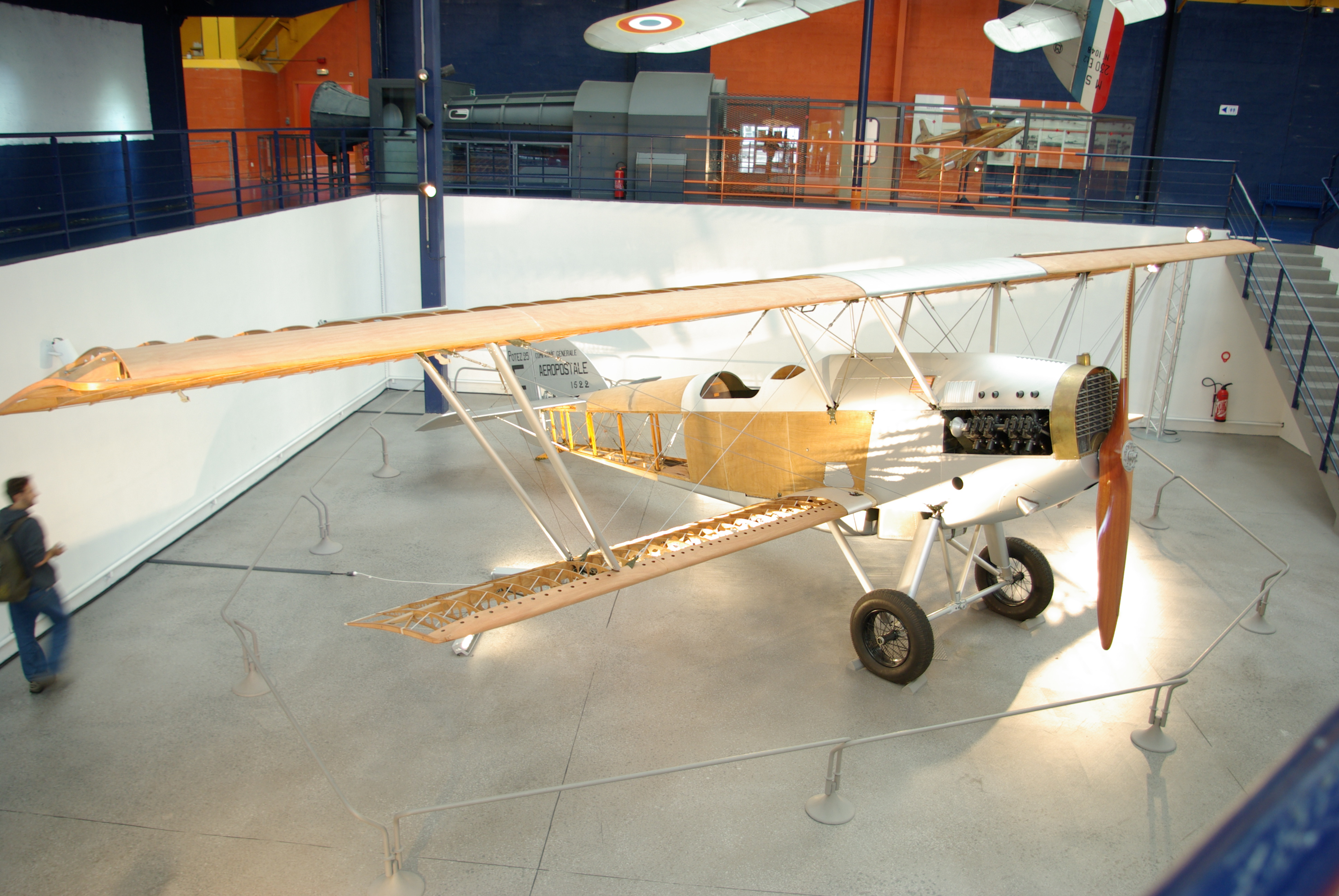
Il Potez 25, aereo da ricognizione

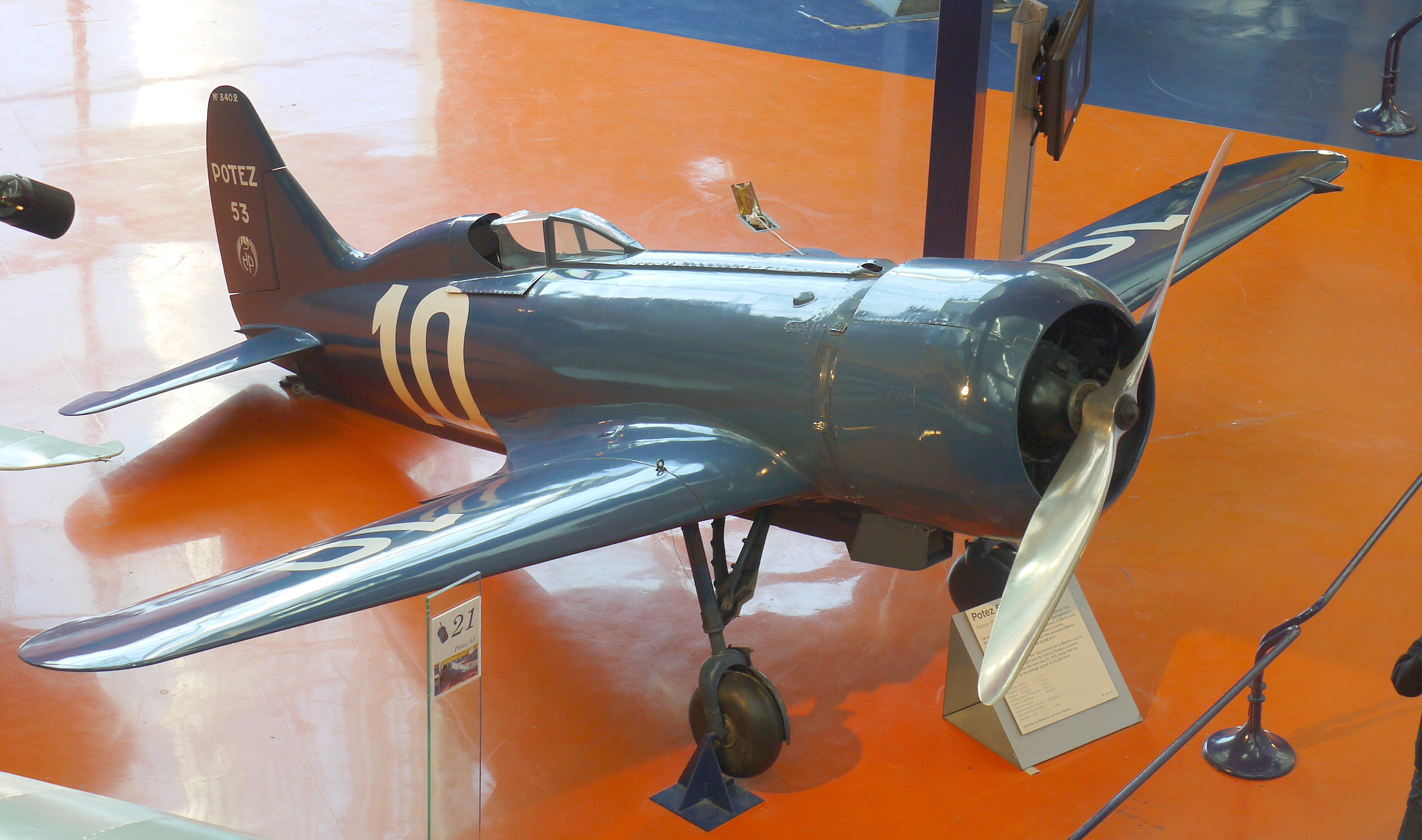
Il Potez 53 costruito per battere dei records vince la Coupe Henry Deutsch de la Meurthe nel 1936.

La Potez è stata un'azienda aeronautica francese fondata come Aéroplanes Henry Potez da Henry Potez ad Aubervilliers nel 1919.

## Storia
Nel 1923 acquista la fabbrica di motori aeronautici di Alessandro Anzani che costruiva i motori per la Société des avions Caudron dei fratelli Caudron.
Nel 1933 rileva la Chantiers Aéro-Maritimes de la Seine (CAMS) di Sartrouville.
Nel 1936, tutte le industrie aeronautiche francesi furono nazionalizzate, gli stabilimenti della Potez di Sartrouville e Méaulte furono rilevati dalla SNCAN e lo stabilimento di Berre-l'Étang dalla SNCASE.
Dopo la seconda guerra mondiale, la Potez rinasce ad Argenteuil col nome di Société des Avions et Moteurs Henry Potez.
Nel 1958 acquista la Fouga e diventa Potez Air-Fouga.
Nel 1967 tutte le attività sono rilevate dalla Sud Aviation.
Tuttavia, esiste ancora la società Potez Aeronautique, a Aire-sur-l'Adour, erede della storica Potez e guidata dal 1981 da Roland Potez, nipote di Henry Potez. La società è specializzata nella produzione di parti primarie e assemblaggio di sottogruppi per aerei civili (80%) e militari (20%).

## Aerei
- Potez 161
- Potez 25 A.2
- Potez 25
- Potez 29
- Potez 32
- Potez 33
- Potez 36
- Potez 37
- Potez 39
- Potez 43
- Potez 452
- Potez 53
- Potez 54
- Potez 540 M4
- Potez 540
- Potez 56
- Potez 58
- Potez 60
- Potez 62
- Potez 63
- Potez 630
- Potez 633
- Potez 65
- Potez 661
- Potez 662
- Potez 75
- Potez 840
- Potez 91
- Potez IX
- Potez VII
- Potez VIII
- Potez XV
- Potez XVII

## Motori
- Potez 12D
- Potez 4D
- Potez 4E
- Potez 6D
- Potez 8D
- Potez 9B - motore radiale 9 cilindri.